# Severin Corsten

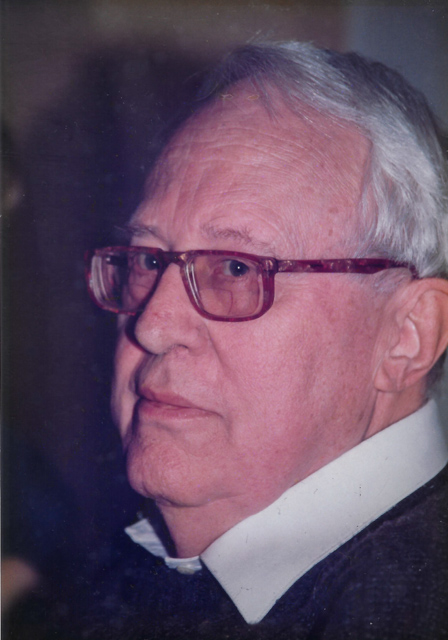
Severin Corsten (1995)

Severin Corsten (* 8. Dezember 1920 in Heinsberg; † 18. Oktober 2008 in Bonn) war ein deutscher Bibliothekar, Historiker und Buchwissenschaftler.
Corsten war der Sohn des 1933 von den Nazis aus dem Amt gedrängten Heinsberger Bürgermeisters Leo Corsten; sein Onkel Hermann Corsten (1889–1968) war von 1933 bis 1954 Direktor der Universitäts- und Stadtbibliothek Köln. Severin Corsten legte 1939 am Kaiser-Karls-Gymnasium in Aachen das Abitur ab und begann ein Maschinenbaustudium an der Technischen Hochschule Darmstadt. Er musste es im Herbst 1940 abbrechen, weil er zum Reichsarbeitsdienst und anschließend zum Kriegsdienst in der Wehrmacht einberufen wurde. Er war bis 1943 an der Ostfront eingesetzt und dann in Italien. 1945 geriet er dort in US-Kriegsgefangenschaft.
Nach dem Zweiten Weltkrieg studierte er ab dem Sommer 1946 Geschichte, Germanistik, Philosophie und Latein an der Universität Bonn, wo er 1951 bei Franz Steinbach mit einer Arbeit über Das Dominialgut im Amt Heinsberg von den Anfängen bis zum 18. Jahrhunderts promoviert wurde. Er beendete sein anschließendes Bibliothekarreferendariat am Bibliothekar-Lehrinstitut in Köln mit einer Assessorarbeit über Die Anfänge des Kölner Buchdrucks und war von 1954 bis 1963 in der Bibliothek des Auswärtigen Amtes in der damaligen Bundeshauptstadt Bonn angestellt.
Er wechselte 1963 als stellvertretender Direktor zur Universitäts- und Stadtbibliothek Köln und leitete sie von 1971 bis zu seiner Pensionierung 1986 (als dritter Nachfolger seines Onkels). Daneben hatte er Lehraufträge an der Universität Köln, an seinem früheren Ausbildungsort (dem Kölner Bibliothekar-Lehrinstitut) und am damals staatlich anerkannten bibliothekarischen Ausbildungsinstitut des Bonner Borromäusvereins. 1975 wurde er von der Philosophischen Fakultät der Universität Köln zum Honorarprofessor ernannt.
Corsten war von 1966 bis 1979 Schriftführer und Redakteur des Historischen Vereins für den Niederrhein (HVN) und von 1979 bis 1995 HVN-Vorsitzender und damit auch Herausgeber (1979–1995) der überregional renommierten landeskundlichen Fachzeitschrift Annalen des Historischen Vereins für den Niederrhein verantwortlich, in der er selbst regelmäßig publizierte. Für seine Verdienste um den HVN wurde Corsten 1995 bei seiner Pensionierung zu dessen Ehrenvorsitzendem gewählt.
Corsten veröffentlichte auch zahlreiche Studien, die sich mit buch- und bibliothekswissenschaftlichen Themen, mit Aspekten der rheinischen Landesgeschichte und insbesondere mit der Geschichte seiner Heimat, des Kreises Heinsberg, beschäftigten. Corstens landeskundliche Studien zeichnen sich durch eine besonders quellennahe Detailtreue aus. Er war bemüht, wissenschaftliche Genauigkeit und allgemeinverständliche Anschaulichkeit zu verbinden.
1985 rief Corsten eine (bis heute fortlaufend erscheinende) komplette Neubearbeitung des alphabetisch geordneten Standardwerks Lexikon des gesamten Buchwesens ins Leben, als dessen Herausgeber er bis zur 57. Lieferung (2008) noch selbst fungierte und zu dem er, ebenso wie zum Lexikon des Mittelalters, viele eigene Beiträge beisteuerte.
1986 erhielt er das Verdienstkreuz am Bande der Bundesrepublik Deutschland.

## Schriften (Auswahl)
Siehe Wolfgang Schmitz, Kurt Hans Staub (Hrsg.): Severin Corsten zum achtzigsten Geburtstag am 8. Dezember 2000. Bibliographie seiner Schriften 1951 bis 2000 (= Kleine Schriften der Universitäts- und Stadtbibliothek Köln. Band 7). Universitäts- und Stadtbibliothek Köln, Köln 2001, ISBN 3-931596-17-6.
- Das Domanialgut im Amt Heinsberg von den Anfängen bis zum Ende des 18. Jahrhunderts (= Rheinisches Archiv. Band 43, ISSN 0933-5102). Röhrscheid, Bonn 1953.
- Die Anfänge des Kölner Buchdrucks. In: Jahrbuch des Kölnischen Geschichtsvereins. Band 29/30, 1957, ISSN 0341-9320, S. 1–98, Digitalisat.
- Untersuchungen zum Buch- und Bibliothekswesen. (= Arbeiten und Bibliographien zum Buch- und Bibliothekswesen. Band 5). Lang, Frankfurt am Main u. a. 1988, ISBN 3-8204-1356-1 (Gesammelte Aufsätze, Inhaltsverzeichnis).